# 指出毬亜
指出 毬亜（さしで まりあ、1998年9月20日 - ）は、日本の女性声優。埼玉県出身。WITH LINE所属。

## 経歴
アニメ好きな母親の影響で幼少期からアニメを観ており、その時から自然と声優についても意識していたと語っている。
元々は舞台が好きで舞台女優を目指していたが、声が変わっていると言われたことをきっかけに声優を目指すようになった。
2015年の高校在学中に「チェンクロキャラクターボイスオーディション」最終審査に進出。その後、A&Gアカデミーを経て、2016年4月から現在の事務所に所属となった。
2021年3月に大学を卒業。
2023年、第17回声優アワードにて、「虹ヶ咲学園スクールアイドル同好会」として歌唱賞を受賞。また、パーソナリティを務めるラジオ番組「指出毬亜のさしでがましいようですが」が第8回アニラジアワードで「BEST COMFORT RADIO 癒しラジオ賞」を受賞した。

## 人物
幼少期に好きだったアニメは、『ソウルイーター』、『天元突破グレンラガン』、『鋼の錬金術師』。
趣味・長所に歌、声楽、ジャズダンス、タップダンス、ピアノを挙げている。姉がおり、姉の作ったオリジナルソングをよく歌うと語っている。その姉が指出を「うみちゃん」と呼んだことから家族には「うみちゃん」と呼ばれている。
動物好きでもあり、家では猫を飼っている。リアルな猫の鳴き声が得意である。また、ヘビやトカゲといった爬虫類も平気だと語っている。
得意料理はプリンである。
人見知りが激しく、相手と毎日、顔を合わせて喋ることができるまでに2〜3年かかるほどだと語っている。
乃木坂46、欅坂46、ハロー!プロジェクトといったアイドルが好きである。

## 出演
太字はメインキャラクター。

### テレビアニメ
2016年
- 灼熱の卓球娘（女子生徒2）

2018年
- ぐらんぶる（女性A）
- ソラとウミのアイダ（葦那陀迦神）

2019年
- 私に天使が舞い降りた!（白咲花）

2020年
- 恋する小惑星（猪瀬舞）
- キラッとプリ☆チャン（2020年 - 2021年、輝イブ）
- デュエル・マスターズ キング!（メガネっ子）
- ラブライブ!虹ヶ咲学園スクールアイドル同好会（2020年 - 2022年、エマ・ヴェルデ） - 2シリーズ

2021年
- D4DJ（2021年 - 2023年、明石一馬） - 2シリーズ
- ぐんまちゃん（2021年 - 2023年、ゆうみ、ハニワA、宇宙ゆうみ、ダルマB、子供の古墳様、ライターハニワ） - 2シリーズ
- ヴィジュアルプリズン（アンジュ〈幼少期〉）

2022年
- 阿波連さんははかれない（2022年 - 2025年、ふたば） - 2シリーズ
- 勇者パーティーを追放されたビーストテイマー、最強種の猫耳少女と出会う（ルナ）

2023年
- にじよん あにめーしょん（2023年 - 2024年、エマ・ヴェルデ） - 2シリーズ
- REVENGER（はな）
- BLEACH 千年血戦篇-訣別譚-（技術開発局局員）
- 婚約破棄された令嬢を拾った俺が、イケナイことを教え込む（飼育員）

2024年
- ゆるキャン△ SEASON3（瑞浪絵真）
- 異世界ゆるり紀行 〜子育てしながら冒険者します〜（マイヤ）
- ひとりぼっちの異世界攻略（裸族っ娘）

2025年
- ハニーレモンソーダ（彩香）
- Aランクパーティを離脱した俺は、元教え子たちと迷宮深部を目指す。（ネネ）
- ぷにるはかわいいスライム（大場ぴいこ）

### 劇場アニメ
- ずんだホライずん（2017年、大江戸ちゃんこ[33]）
- 私に天使が舞い降りた! プレシャス・フレンズ（2022年、白咲花[34]）
- 映画 ラブライブ!虹ヶ咲学園スクールアイドル同好会 完結編（2024年 - 2025年、エマ・ヴェルデ[35][36]） - 全3章[一覧 6]

### OVA
- 私に天使が舞い降りた!（2019年、白咲花） - Blu-ray&DVD第3巻特典
- ラブライブ!虹ヶ咲学園スクールアイドル同好会 NEXT SKY（2023年、エマ・ヴェルデ[37]）

### Webアニメ
- 阿波連さんははかれない ミニ（2022年、ふたば）

### ゲーム
2015年
- ケイオスドラゴン 混沌戦争

2016年
- 逆転オセロニア（フレデリカ）
- 激突！クラッシュファイト（マーシャ）
- チェインクロニクル〜絆の新大陸〜（前衛画家パウラ）

2017年
- 一血卍傑-ONLINE-（オリヒメ）
- オオカミ姫（大江戸ちゃんこ）
- 神式一閃 カムライトライブ（ミコト）
- SKYOVER
- 天華百剣 -斬-（山鳥毛一文字）
- 塔亰Clanpool（シロッカ）
- ぷよぷよ!!クエスト（2017年 - 2019年、ユエ、マッペラ、リタ）
- 麻雀 闘牌コロシアム（ミレイ、スピナ）

2018年
- アークザラッド R（リーザ）
- ポポロクロイス物語 〜ナルシアの涙と妖精の笛（エレナ）
- アンダーグラウンドシンフォニー
- ファイトリーグ（ソフィア・ローズバリー、ドリッピー・ティアドロップ）
- ラブライブ! スクールアイドルフェスティバル（2018年 - 2023年、エマ・ヴェルデ）
- ウチの姫さまがいちばんカワイイ（ツクヨミ）
- 少女とドラゴン-幻獣契約クリプトラクト-（マリキュラ）

2019年
- モンスターストライク（2019年 - 2022年、ダスティル）
- Ast Memoria -アストメモリア-（アルチナ・リーマ、リリス・ノイモーント）
- ブレイブソード×ブレイズソウル（フラクシヌス＝ルクス）
- 黒騎士と白の魔王（スラオシャ）
- ラブライブ! スクールアイドルフェスティバル ALL STARS（2019年 - 2023年、エマ・ヴェルデ）
- デュエル・マスターズ プレイス（2019年 - 2023年、コッコ・ルピコ、コッコ・ルピア 他）

2020年
- きららファンタジア（2020年 - 2022年、鶴瀬まつり、猪瀬舞）
- マギアレコード 魔法少女まどか☆マギカ外伝（2020年 - 2023年、氷室ラビ）
- アトリエオンライン 〜ブレセイルの錬金術士〜（マカ）
- DEAD OR ALIVE Xtreme Venus Vacation（つくし）

2021年
- キラッとプリ☆チャン（イブ）
- 東方ダンマクカグラ（クラウンピース）
- ワールドフリッパー（ピアモ）
- アクション対魔忍（井河咲夜）
- SHOW BY ROCK!! Fes A Live（ミックス）
- ラグナドール 妖しき皇帝と終焉の夜叉姫（獏）
- ブラウンダスト（メモライア）

2022年
- eBASEBALLパワフルプロ野球2022（小井成タマモ）
- プロジェクトセカイ カラフルステージ! feat. 初音ミク（吉崎花乃）
- 終のステラ（フィリア）

2023年
- ラブライブ! スクールアイドルフェスティバル2 MIRACLE LIVE!（2023年 - 2024年、エマ・ヴェルデ）
- アサルトリリィ Last Bullet（森本結爾）
- takt op. 運命は真紅き旋律の街を（きらきら星変奏曲）
- クラッシュフィーバー（アポロ）
- タワーオブスカイ（ナモ）

2024年
- ウマ娘 プリティーダービー（ノースフライト）

2025年
- ラブライブ!虹ヶ咲学園スクールアイドル同好会 トキメキの未来地図（エマ・ヴェルデ）
- Mecha BREAK（女性主人公プレイヤー1）

### ドラマCD
- 私に天使が舞い降りた!（2020年 - 2022年、白咲花） - コミックス第7・12巻ドラマCD付き特装版

### デジタルコミック
- 花にけだもの（2016年）
- ネガくんとポジちゃん（2020年、保志さん[66]）
- にじよん シーズン3・4（2020年 - 2021年、エマ・ヴェルデ） - 2シリーズ

### ラジオ
※はインターネット配信。
- アニラブ!ガチャガチャ（2015年 - 2016年、超!A&G+※）
- 田辺留依・指出毬亜のるい・まりあ〜じゅっ☆（2017年、超!A&G+※）[67]
- 指出毬亜と河野ひよりの「り」系ラジオ（2017年 - 2020年、ニコニコ生放送※）[68]
- 篠田みなみ・指出毬亜のちぐはぐ。（2018年 - 2020年、超!A&G+※）[69]
- わたてんラジオ！〜花、ひなた、ノアの放課後お菓子パーティー〜（2019年、音泉※）[70]
- 指出毬亜のさしでがましいようですが（2021年 - 、超!A&G+※ → QloveR※）[71]
- ラブライブ!虹ヶ咲学園 ～放課後放送室～（2022年 - 2024年、HiBiKi Radio Station※）[72]
- 私に天使が舞い降りた！プレシャス・フレンズ プレシャス・デリシャス・ハッピーラジオ！（2022年、音泉）[73]

### その他コンテンツ
- VR Idol Stars Project「Hop Step Sing!」（虹川仁衣菜）
- 温泉むすめ（湯田薫[74]）
- キミラノ（猫屋敷華恋[75]）
- バドミントンガールズ (七北田和歌菜)
- オーディオブック『ラブライブ!虹ヶ咲学園スクールアイドル同好会 素顔のフォトエッセイシリーズ RainbowDays〜エマ・ヴェルデ〜』（2022年、エマ・ヴェルデ）
- 『勇者パーティーを追放されたビーストテイマー、最強種の猫耳少女と出会う』ASMR（2022年 - 、ルナ[76][77]）
  - 4人とまったりひとやすみ
  - ソラとルナと一緒にひとやすみ
- Fate/Grand Order「Flashback Ordeal Call -Alterego-」（2025年、アーユス）

## ディスコグラフィ

### キャラクターソング
| 発売日   | 商品名                                                              | 歌 | 楽曲 | 備考                                                                       |
| 2016年   | 2016年                                                              | 2016年 | 2016年 | 2016年                                                                     |
| -------- | ------------------------------------------------------------------- | --- | --- | -------------------------------------------------------------------------- |
| 12月21日 | キセキ的Shining!/kiss×kiss×kiss                                     | 虹川仁衣菜（指出毬亜）、椎柴識理（鳥部万里子）、箕輪みかさ（日岡なつみ）                                         | 「キセキ的Shining! 」 「kiss×kiss×kiss」                                                                      | VR Idol Stars Project『Hop Step Sing!』関連曲                              |
| 2017年   |                                                                     | | |                                                                            |
| 8月23日  | 気ままに☆サマーバケーション/真夏のヒロイン大作戦                    | 虹川仁衣菜（指出毬亜）、椎柴識理（鳥部万里子）、箕輪みかさ（日岡なつみ）                                         | 「気ままに☆サマーバケーション」 「真夏のヒロイン大作戦」                                                      | VR Idol Stars Project『Hop Step Sing!』関連曲                              |
| 2018年   |                                                                     | | |                                                                            |
| 8月29日  | 覗かないでNAKEDハート/Party Nightがきこえたら                       | 虹川仁衣菜（指出毬亜）、椎柴識理（鳥部万里子）、箕輪みかさ（日岡なつみ）                                         | 「覗かないでNAKEDハート」 「Party Nightがきこえたら」                                                         | VR Idol Stars Project『Hop Step Sing!』関連曲                              |
| 2019年   |                                                                     | | |                                                                            |
| 1月30日  | 気ままな天使たち/ハッピー・ハッピー・フレンズ                       | わたてん☆5 | 「気ままな天使たち」                                                                                          | テレビアニメ『私に天使が舞い降りた！』オープニングテーマ                   |
| 1月30日  | 気ままな天使たち/ハッピー・ハッピー・フレンズ                       | わたてん☆5 | 「ハッピー・ハッピー・フレンズ」                                                                              | テレビアニメ『私に天使が舞い降りた！』エンディングテーマ                   |
| 2月27日  | 私に天使が舞い降りた！ キャラクターソングアルバム〜天使のうたごえ〜 | 白咲花（指出毬亜）                                                                                               | 「シュガーコート・ドリーム」                                                                                  | テレビアニメ『私に天使が舞い降りた！』関連曲                               |
| 3月27日  | 私に天使が舞い降りた！ BD・DVD第1巻特典CD                           | わたてん☆5 | 「晴れルヤ！」                                                                                                | テレビアニメ『私に天使が舞い降りた！』関連曲                               |
| 4月3日   | 私に天使が舞い降りた！ サウンドコレクション                         | 白咲花（指出毬亜）、種村小依（大和田仁美）、小之森夏音（大空直美）                                               | 「私を呼ぶ声」 「決意」                                                                                       | テレビアニメ『私に天使が舞い降りた！』挿入歌                               |
| 4月3日   | 私に天使が舞い降りた！ サウンドコレクション                         | 白咲花（指出毬亜）、星野ひなた（長江里加）                                                                       | 「あの子に会いたい」                                                                                          | テレビアニメ『私に天使が舞い降りた！』挿入歌                               |
| 4月3日   | 私に天使が舞い降りた！ サウンドコレクション                         | 白咲花（指出毬亜）、星野ひなた（長江里加）、姫坂乃愛（鬼頭明里）                                                 | 「受け継ぐ心」                                                                                                | テレビアニメ『私に天使が舞い降りた！』挿入歌                               |
| 4月3日   | 私に天使が舞い降りた！ サウンドコレクション                         | 白咲花（指出毬亜）、星野ひなた（長江里加）、姫坂乃愛（鬼頭明里）、種村小依（大和田仁美）、小之森夏音（大空直美） | 「天使の眼差し Epilogue」                                                                                     | テレビアニメ『私に天使が舞い降りた！』挿入歌                               |
| 4月24日  | 私に天使が舞い降りた！ BD・DVD第2巻特典CD                           | わたてん☆5 | 「GO!GO!GO!」                                                                                                 | テレビアニメ『私に天使が舞い降りた！』関連曲                               |
| 12月25日 | アストラル・ピース                                                  | 虹川仁衣菜（指出毬亜）                                                                                           | 「アストラル・ピース」                                                                                        | VR Idol Stars Project『Hop Step Sing!』関連曲                              |
| 2020年   |                                                                     | | |                                                                            |
| 3月25日  | 恋する小惑星 サウンドコレクション                                   | 猪瀬舞（指出毬亜）                                                                                               | 「ココロアトラス」                                                                                            | テレビアニメ『恋する小惑星』関連曲                                         |
| 9月18日  | 私に天使が舞い降りた！ コミックス第8巻特装版特典CD                  | わたてん☆5 | 「無限大ハピネス COMICver.」                                                                                  | テレビアニメ『私に天使が舞い降りた！』関連曲                               |
| 11月25日 | デリシャス・スマイル！                                              | わたてん☆5 | 「デリシャス・スマイル！」 「無限大ハピネス」 「スイーツスイーツパーティー！」 「スペシャルコーディネート！」 | テレビアニメ『私に天使が舞い降りた！』関連曲                               |
| 11月25日 | デリシャス・スマイル！                                              | 白咲花（指出毬亜）                                                                                               | 「スイーツランド・パラドックス」                                                                              | テレビアニメ『私に天使が舞い降りた！』関連曲                               |
| 2021年   |                                                                     | | |                                                                            |
| 5月26日  | キラッとプリ☆チャン♪ソングコレクション 〜 from SUNSHINE CIRCUS 〜   | ALIVE | 「アドリブ・デスティニー」                                                                                    | テレビアニメ『キラッとプリ☆チャン』挿入歌                                  |
| 7月5日   | ハッピーポー                                                        | 虹川仁衣菜（指出毬亜）、椎柴識理（鳥部万里子）、箕輪みかさ（日岡なつみ）                                         | 「ハッピーポー」                                                                                              | VR Idol Stars Project『Hop Step Sing!』関連曲                              |
| 7月21日  | キラッとプリ☆チャン♪ソングコレクション 〜 from MOONLIGHT MAGIC 〜   | イブ（指出毬亜）                                                                                                 | 「プラネタリウムの殻」                                                                                        | テレビアニメ『キラッとプリ☆チャン』挿入歌                                  |
| 2022年   |                                                                     | | |                                                                            |
| 8月22日  | 演葬                                                                | 午前0時のフォークロア                                                                                            | 「演葬」 | ゲーム『マギアレコード 魔法少女まどか☆マギカ外伝』関連曲                   |
| 10月12日 | 私に天使が舞い降りた！ プレシャス・フレンズ サウンド・コレクション  | わたてん☆5 | 「プレシャス・フレンズ！」                                                                                    | 劇場アニメ『私に天使が舞い降りた! プレシャス・フレンズ』オープニングテーマ |
| 10月12日 | 私に天使が舞い降りた！ プレシャス・フレンズ サウンド・コレクション  | 白咲花（指出毬亜）、星野みやこ（上田麗奈）                                                                       | 「大切な気持ち」                                                                                              | 劇場アニメ『私に天使が舞い降りた! プレシャス・フレンズ』挿入歌             |
| 10月12日 | 私に天使が舞い降りた！ プレシャス・フレンズ サウンド・コレクション  | わたてん☆5 | 「ずっと…ずっと…」                                                                                            | 劇場アニメ『私に天使が舞い降りた! プレシャス・フレンズ』エンディングテーマ |
| 2024年   |                                                                     | | |                                                                            |
| 2月7日   | 運命のトリニティ                                                    | ヘルヴォル&クエレブレ                                                                                            | 「REFLECTIONS」                                                                                               | ゲーム『アサルトリリィ Last Bullet』関連曲                                 |
| 2月7日   | 運命のトリニティ                                                    | クエレブレ | 「REFLECTIONS（クエレブレver.）」                                                                             | ゲーム『アサルトリリィ Last Bullet』関連曲                                 |

## 書籍

### フォトブック
- 指出毬亜 1stフォトブック finder（2023年5月29日、主婦の友社）ISBN 4074548240